# Joseph Verhelst

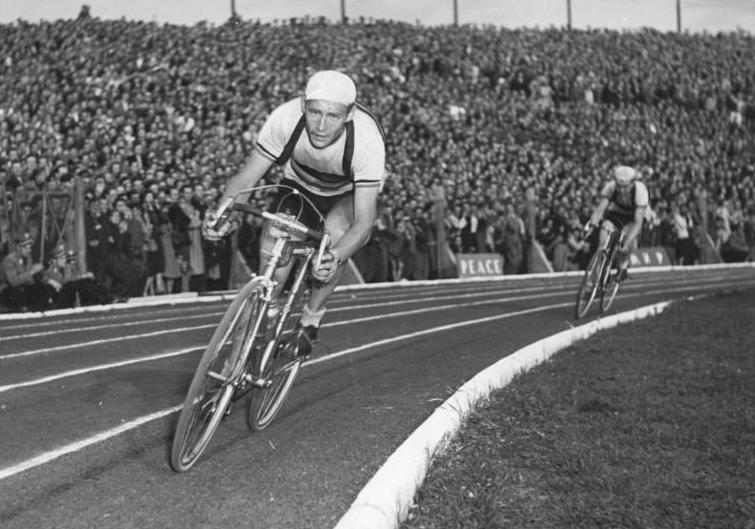
Joseph Verhelst bei der Internationalen Friedensfahrt 1955

Joseph Verhelst (* 27. November 1932 in Kuurne, Belgien; † 5. Dezember 2014) war ein belgischer Radrennfahrer.
Als Amateur gewann er die Etappe Karlovy Vary-Dresden bei der Internationalen Friedensfahrt 1955. Direkt nach seinem Etappensieg taufte er ein Löwenjunges aus dem Dresdener Zoo auf den Namen Joseph. Er war Profi von 1955 bis 1957.
Mit der spanischen Mannschaft Faema-Guerra startete er seine Karriere und wechselte im selben Jahr noch zur Mannschaft Libertas-Huret (Belgien).
Mit der belgischen Mannschaft Faema-Guerra beendete er im darauffolgenden Jahr seine Radsportkarriere.

## Palmarès
| Jahr | Erfolg | Erfolg           | Rennen                       |
| ---- | ------ | ---------------- | ---------------------------- |
| 1952 | 2.     | 1. Etappe        | Friedensfahrt                |
| 1952 | 3.     | 9. Etappe        | Friedensfahrt                |
| 1954 | Sieger | 7. Etappe        | Mexiko-Rundfahrt             |
| 1955 | 2.     | 2. Etappe        | Friedensfahrt                |
| 1955 | Sieger | 5. Etappe        | Friedensfahrt                |
| 1955 | 2.     | 7. Etappe        | Friedensfahrt                |
| 1955 | Sieger | 13. Etappe       | Friedensfahrt                |
| 1955 | Sieger | 5. Etappe        | Belgien-Rundfahrt            |
| 1955 | 3.     | 8. Etappe        | Belgien-Rundfahrt            |
| 1955 | Sieger | 1. Etappe        | Ronde van West-Vlaanderen    |
| 1955 | Sieger | 3. Etappe Teil b | Ronde van West-Vlaanderen    |
| 1955 | Sieger | 4. Etappe        | Ronde van West-Vlaanderen    |
| 1955 | Sieger | Gesamtwertung    | Ronde van West-Vlaanderen    |
| 1956 | …      | …                | …                            |
| 1957 | 3.     | 5. Etappe        | Ronde van West-Vlaanderen    |
| 1957 | 3.     | 2. Etappe        | Critérium du Dauphiné Libéré |